# Trần Kim Phượng
Trần Kim Phượng (chữ Hán: 陳金鳳, 894 - 935) là một hoàng hậu nước Mân, vợ của Mân Huệ Tông nhưng trước đó là tì thiếp của Mân Thái Tổ.

## Tiểu sử
Trần Kim Phượng nguyên là tì thiếp của Thái Tổ, được mô tả là xấu xí nhưng dâm đãng (tuy nhiên có sử sách lại miêu tả là bà có tư sắc diễm lệ và giỏi ca vũ nên được Mân Huệ Tông để ý). Tháng 2 năm Ất Mùi (935), Huệ Tông đăng cơ đã sách lập bà làm chính cung hoàng hậu.
Nhưng đến những năm cuối đời, Huệ Tông bị trúng phong. Ông yêu mến một bầy tôi tên là Quy Thủ Minh (歸守明), người được phép xuất nhập hậu cung. Trần hoàng hậu tư thông với Quy Thủ Minh và Bách công viện sứ Lý Khả Ân (李可殷), quốc nhân biết chuyện song không ai dám đàm luận. Lý Khả Ân thường vu cáo Phòng thành sứ Lý Phỏng (李倣) trước Huệ Tông, trong khi người trong tộc của Trần hoàng hậu là Trần Khuông Thắng (陳匡勝) vô lễ với Vương Kế Bằng, do vậy cả Lý Phỏng và Vương Kế Bằng đều hận. Khi Huệ Tông bị bệnh càng nặng, Vương Kế Bằng cảm thấy vui mừng (vì sắp được kế vị). Lý Phỏng thì tin rằng vua sẽ không thể hồi phục, do vậy vào ngày Kỉ Mão (18) tháng 10 năm Ất Mùi (16 tháng 11 năm 935) cho tráng sĩ giết chết Lý Khả Ân.
Tuy nhiên, đến ngày Canh Thìn hôm sau, khi bệnh tình của Huệ Tông giảm bớt, Trần hoàng hậu tấu về sự việc. Mặc dù mang bệnh, vua vẫn cố gắng thị triều để hỏi về tử trạng của Lý Khả Ân. Lý Phỏng lo sợ, dẫn bộ binh đánh trống huyên náo và tiến vào cung. Huệ Tông biết có biến, trốn bên dưới Cửu Long trướng, loạn binh đâm ông và đi ra. Huệ Tông bị trọng thương, cung nhân không muốn vua phải chịu khổ nhục nên đành giết ông. Lý Phỏng và Vương Kế Bằng giết Trần hoàng hậu, Trần Thủ Ân (陳守恩), Trần Khuông Thắng, Quy Thủ Minh và đệ của Vương Kế Bằng là Vương Kế Thao (đắc tội với Vương Kế Bằng từ trước). Đến ngày Tân Tị (20) cùng tháng (18 tháng 11), Vương Kế Bằng tức hoàng đế vị.